# Willie o Winsbury
«Willie o Winsbury» (с англ. — «Вилли из Винсбери»; Child 100, Roud 64) — народная баллада шотландского происхождения. Фрэнсис Джеймс Чайлд в своём собрании приводит девять её вариантов, самый ранний из которых датируется приблизительно 1775 годом и взят из рукописей Томаса Перси.

## Сюжет
Король (в двух версиях он назван шотландским, ещё в двух — французским) долгое время проводит вдали от дома (согласно разным версиям, в Испании, в плену или на охоте), а по возвращении обнаруживает, что его дочь понесла ребёнка от Уильяма (или Томаса) из Винсбери. Разъярённый отец готов повесить любовника, однако сменяет гнев на милость, увидев, насколько тот красив. Он не возражает против брака и даёт невесте богатое приданое, от которого жених, однако, отказывается. На самом деле он тоже не беден, а в одной из версий (где действие происходит во Франции) говорит, что и сам является королём у себя в Шотландии.
Исходя из упоминания о шотландском короле, Джордж Ритчи Кинлох выдвигает версию, что в балладе говорится о Якове V, который в 1537 году взял в жёны дочь Франциска I (юная Мадлен Французская на тот момент уже долгое время была больна и умерла через полгода после замужества). На деле истории о замаскированном монархе повсеместно встречаются в народных сказках, однако не находят подтверждений в реальности. Роберт Уолтц же, в свою очередь, называет наиболее подходящую кандидатуру на роль короля-отца: по его мнению, это французский Иоанн II Добрый (1350—1364), который был пленён Чёрным Принцем в битве при Пуатье в 1356 году и находился в Англии до 1360 года.
Сходной завязкой обладает более трагическая баллада «Lady Diamond» (Child 269). Строфа, в которой вызванный к королю провинившийся не торопится выходить вперёд, повторяет содержащуюся в аналогичном эпизоде баллады «The Knight and the Shepherd's Daughter» (Child 110).